# Paraphyllina
Paraphyllina is een geslacht van neteldieren uit de familie van de Paraphyllinidae.

## Soorten
- Paraphyllina intermedia Maas, 1903
- Paraphyllina ransoni Russell, 1956
- Paraphyllina rubra Neppi, 1915